# 5904 Württemberg
5904 Württemberg eller 1989 AE7 är en asteroid i huvudbältet som upptäcktes den 10 januari 1989 av den tyske astronomen Freimut Börngen vid Tautenburg-observatoriet. Den är uppkallad efter Württemberg i Tyskland.
Asteroiden har en diameter på ungefär 3 kilometer.